# الجامعة الإماراتية الدولية (اليمن)
مؤسسة تعليمية رائدة حديثة ومتطورة من حيث البرامج الأكاديمية والمناهج الدراسية وفقاً لأرقى المعايير والممارسات التعليمية الدولية . انشئت بموجب ترخيص من وزارة التعليم العالي والبحث العلمي في الجمهورية اليمنية رقم 416 لسنة 2014م
رؤية الجامعة 2025م:
أن تصبح الجامعة الإماراتية الدولية – اليمن إحدى الجامعات الرائدة وطنياً والمتميزة اقليمياً.
رسالة الجامعة 2025م:
تسعى الجامعة الإماراتية الدولية – اليمن إلى تقديم خدمة تعليمية وبحثية متميزة تسهم في تلبية احتياجات سوق العمل الوطني والإقليمي من خلال موارد بشرية مؤهلة، وبرامج أكاديمية مجودة، وبحث علمي موجّه لإنتاج المعرفة وتطبيقاتها، وتوفير بيئة جامعية داعمة، وشراكة مجتمعية فاعلة.
قيم الجامعة:
الجودة.
التميز والإبداع.
الالتزام بالمعايير الأخلاقية والمهنية.
الولاء المؤسسي.
العمل الجماعي.
الشراكة.
الغايات الاستراتيجية :
لتحقيق رؤية الجامعة ورسالتها تم تحديد سبع غايات استراتيجية تمثل خارطة طريق للجامعة لخمس سنوات قادمة تتمثل في الآتي:
التوجه الأول: تحسين نظم الحوكمة والإدارة وتطوير البناء التنظيمي، وترسيخ اللامركزية وانتهاج مبادئ الجودة والشفافية
التوجه الثاني: التوسع في البُنى التحتية، وتنمية الموارد الذاتية .
التوجه الثالث: تحسين جودة ونوعية البرامج الأكاديمية لتلبية احتياجات التنمية.
التوجه الرابع: تعزيز قيم التنمية المهنية واستثمار الموارد البشرية على أساس مهني وفقاً للإطار الاستراتيجي للجامعة.
التوجه الخامس: تطوير البيئة الجامعية الداعمة للتعليم والتعلم وبما يحقق الكفايات المهنية للخريج .
التوجه السادس: بناء قدرات البحث العلمي وتوجيهه على أساس من التخطيط المرتبط بأهداف التنمية.    
التوجه السابع: بناء شراكة حقيقية فاعلة مع المجتمع المحلي والجامعات الأخرى وسوق العمل الوطني والدولي.
الغايات الاستراتيجية :
لتحقيق رؤية الجامعة ورسالتها تم تحديد سبع غايات استراتيجية تمثل خارطة طريق للجامعة لخمس سنوات قادمة تتمثل في الآتي:
التوجه الأول: تحسين نظم الحوكمة والإدارة وتطوير البناء التنظيمي، وترسيخ اللامركزية وانتهاج مبادئ الجودة والشفافية
التوجه الثاني: التوسع في البُنى التحتية، وتنمية الموارد الذاتية .
التوجه الثالث: تحسين جودة ونوعية البرامج الأكاديمية لتلبية احتياجات التنمية.
التوجه الرابع: تعزيز قيم التنمية المهنية واستثمار الموارد البشرية على أساس مهني وفقاً للإطار الاستراتيجي للجامعة.
التوجه الخامس: تطوير البيئة الجامعية الداعمة للتعليم والتعلم وبما يحقق الكفايات المهنية للخريج .
التوجه السادس: بناء قدرات البحث العلمي وتوجيهه على أساس من التخطيط المرتبط بأهداف التنمية.    
التوجه السابع: بناء شراكة حقيقية فاعلة مع المجتمع المحلي والجامعات الأخرى وسوق العمل الوطني والدولي.